# Circoscrizione Italia meridionale
La circoscrizione Italia meridionale è una circoscrizione elettorale per l'elezione dei membri del Parlamento europeo spettanti all'Italia.

## Storia
La circoscrizione venne creata dalla legge 24 gennaio 1979 n. 18; reca il numero IV e la scheda di voto è arancione.

## Territorio
La circoscrizione comprende, fin dalla sua istituzione, l'intero territorio delle seguenti regioni: Abruzzo, Molise, Campania, Puglia, Basilicata e Calabria.

## Risultati

### I legislatura
| Partito                            | Partito                                      | Risultati 10 giugno 1979 | Risultati 10 giugno 1979 | Risultati 10 giugno 1979 | Seggi | Seggi |
| Partito                            | Partito                                      | Voti                     | %                        | ±                        | Num   | ±     |
| ---------------------------------- | -------------------------------------------- | ------------------------ | ------------------------ | ------------------------ | ----- | ----- |
|                                    | Democrazia Cristiana                         | 3 058 717                | 41,76                    | n.d.                     | 7     | n.d.  |
|                                    | Partito Comunista Italiano                   | 1 884 455                | 25,73                    | n.d.                     | 4     | n.d.  |
|                                    | Partito Socialista Italiano                  | 761 875                  | 10,40                    | n.d.                     | 2     | n.d.  |
|                                    | Movimento Sociale Italiano                   | 691 769                  | 9,44                     | n.d.                     | 1     | n.d.  |
|                                    | Partito Socialista Democratico Italiano      | 315 747                  | 4,31                     | n.d.                     | 1     | n.d.  |
|                                    | Partito Radicale                             | 208 072                  | 2,84                     | n.d.                     | 0     | n.d.  |
|                                    | Partito Liberale Italiano                    | 107 627                  | 1,47                     | n.d.                     | 0     | n.d.  |
|                                    | Partito Repubblicano Italiano                | 106 098                  | 1,45                     | n.d.                     | 0     | n.d.  |
|                                    | Partito di Unità Proletaria per il Comunismo | 80 794                   | 1,10                     | n.d.                     | 0     | n.d.  |
|                                    | Democrazia Proletaria                        | 48 415                   | 0,66                     | n.d.                     | 0     | n.d.  |
|                                    | Democrazia Nazionale - Costituente di Destra | 45 473                   | 0,62                     | n.d.                     | 0     | n.d.  |
|                                    | Union Valdôtaine                             | 15 226                   | 0,21                     | n.d.                     | 0     | n.d.  |
|                                    |                                              |                          |                          |                          |       |       |
| Iscritti                           | Iscritti                                     | 9 633 148                | 100,00                   |                          |       |       |
| ↳ Votanti (% su iscritti)          | ↳ Votanti (% su iscritti)                    | 7 533 377                | 78,20                    | n.d.                     |       |       |
| ↳ Voti validi (% su votanti)       | ↳ Voti validi (% su votanti)                 | 7 324 268                | 97,22                    |                          |       |       |
| ↳ Schede non valide (% su votanti) | ↳ Schede non valide (% su votanti)           | 209 109                  | 2,78                     |                          |       |       |
| ↳ Astenuti (% su iscritti)         | ↳ Astenuti (% su iscritti)                   | 2 099 771                | 21,80                    |                          |       |       |

| Eletti | Eletti                       |
| ------ | ---------------------------- |
|        | Emilio Colombo               |
|        | Dario Antoniozzi             |
|        | Roberto Costanzo             |
|        | Paolo Barbi                  |
|        | Giovanni Travaglini          |
|        | Ortensio Zecchino            |
|        | Alberto Chergo               |
|        | Giorgio Amendola             |
|        | Giovanni Papapietro          |
|        | Felice Ippolito              |
|        | Francescopaolo D'Angelosante |
|        | Giorgio Ruffolo              |
|        | Pietro Lezzi                 |
|        | Giorgio Almirante            |
|        | Antonio Cariglia             |

### II legislatura
| Partito                            | Partito                                 | Risultati 17 giugno 1984 | Risultati 17 giugno 1984 | Risultati 17 giugno 1984 | Seggi | Seggi   |
| Partito                            | Partito                                 | Voti                     | %                        | ±                        | Num   | ±       |
| ---------------------------------- | --------------------------------------- | ------------------------ | ------------------------ | ------------------------ | ----- | ------- |
|                                    | Democrazia Cristiana                    | 2 678 825                | 36,55                    | 5,21                     | 6     | 1       |
|                                    | Partito Comunista Italiano              | 2 216 710                | 30,25                    | 4,52                     | 5     | 1       |
|                                    | Partito Socialista Italiano             | 832 951                  | 11,37                    | 0,97                     | 2     | Stabile |
|                                    | Movimento Sociale Italiano              | 756 804                  | 10,33                    | 0,89                     | 2     | 1       |
|                                    | Partito Socialista Democratico Italiano | 309 355                  | 4,22                     | 0,09                     | 1     | Stabile |
|                                    | PLI – PRI                               | 222 381                  | 3,03                     | 0,11                     | 1     | 1       |
|                                    | Partito Radicale                        | 211 537                  | 2,89                     | 0,05                     | 1     | 1       |
|                                    | Democrazia Proletaria                   | 82 313                   | 1,12                     | 0,46                     | 0     | Stabile |
|                                    | Union Valdôtaine – P.S.d'Az.            | 10 664                   | 0,15                     | n.d.                     | 0     | n.d.    |
|                                    | Liga Veneta                             | 7 199                    | 0,10                     | n.d.                     | 0     | n.d.    |
|                                    |                                         |                          |                          |                          |       |         |
| Iscritti                           | Iscritti                                | 10 540 618               | 100,00                   |                          |       |         |
| ↳ Votanti (% su iscritti)          | ↳ Votanti (% su iscritti)               | 7 821 228                | 74,20                    | 4,00                     |       |         |
| ↳ Voti validi (% su votanti)       | ↳ Voti validi (% su votanti)            | 7 328 739                | 93,70                    |                          |       |         |
| ↳ Schede non valide (% su votanti) | ↳ Schede non valide (% su votanti)      | 492 489                  | 6,30                     |                          |       |         |
| ↳ Astenuti (% su iscritti)         | ↳ Astenuti (% su iscritti)              | 2 719 390                | 25,80                    |                          |       |         |

| Eletti | Eletti                   |
| ------ | ------------------------ |
|        | Ciriaco De Mita          |
|        | Roberto Costanzo         |
|        | Antonio Iodice           |
|        | Michelangelo Ciancaglini |
|        | Mario Pomilio            |
|        | Dario Antoniozzi         |
|        | Alfredo Reichlin         |
|        | Maurizio Valenzi         |
|        | Pietro Giovanni Papa     |
|        | Felice Ippolito          |
|        | Renzo Trivelli           |
|        | Vincenzo Mattina         |
|        | Gianni Baget Bozzo       |
|        | Giorgio Almirante        |
|        | Antonino Tripodi         |
|        | Giovanni Moroni          |
|        | Rosario Romeo            |
|        | Marco Pannella           |

### III legislatura
| Partito                            | Partito                                 | Risultati 18 giugno 1989 | Risultati 18 giugno 1989 | Risultati 18 giugno 1989 | Seggi | Seggi   |
| Partito                            | Partito                                 | Voti                     | %                        | ±                        | Num   | ±       |
| ---------------------------------- | --------------------------------------- | ------------------------ | ------------------------ | ------------------------ | ----- | ------- |
|                                    | Democrazia Cristiana                    | 2 795 480                | 37,77                    | 1,22                     | 6     | Stabile |
|                                    | Partito Comunista Italiano              | 1 804 184                | 24,38                    | 5,87                     | 4     | 1       |
|                                    | Partito Socialista Italiano             | 1 209 851                | 16,35                    | 4,98                     | 3     | 1       |
|                                    | Movimento Sociale Italiano              | 502 834                  | 6,79                     | 3,54                     | 1     | 1       |
|                                    | PLI – PRI                               | 304 958                  | 4,12                     | 1,09                     | 1     | Stabile |
|                                    | Partito Socialista Democratico Italiano | 262 562                  | 3,55                     | 0,67                     | 1     | Stabile |
|                                    | Federazione delle Liste Verdi           | 204 906                  | 2,77                     | n.d.                     | 0     | n.d.    |
|                                    | Verdi Arcobaleno                        | 123 252                  | 1,67                     | n.d.                     | 0     | n.d.    |
|                                    | Democrazia Proletaria                   | 92 391                   | 1,25                     | 0,13                     | 0     | Stabile |
|                                    | Antiproibizionisti Droga                | 84 751                   | 1,15                     | 1,74                     | 0     | Stabile |
|                                    | Federalismo                             | 8 800                    | 0,12                     | n.d.                     | 0     | n.d.    |
|                                    | Lega Lombarda - Alleanza Nord           | 7 742                    | 0,10                     | n.d.                     | 0     | n.d.    |
|                                    |                                         |                          |                          |                          |       |         |
| Iscritti                           | Iscritti                                | 10 954 744               | 100,00                   |                          |       |         |
| ↳ Votanti (% su iscritti)          | ↳ Votanti (% su iscritti)               | 8 058 765                | 73,56                    | 0,64                     |       |         |
| ↳ Voti validi (% su votanti)       | ↳ Voti validi (% su votanti)            | 7 401 711                | 91,85                    |                          |       |         |
| ↳ Schede non valide (% su votanti) | ↳ Schede non valide (% su votanti)      | 657 054                  | 8,15                     |                          |       |         |
| ↳ Astenuti (% su iscritti)         | ↳ Astenuti (% su iscritti)              | 2 895 979                | 26,44                    |                          |       |         |

| Eletti | Eletti             |
| ------ | ------------------ |
|        | Emilio Colombo     |
|        | Antonio Iodice     |
|        | Mario Forte        |
|        | Giuseppe Mottola   |
|        | Lorenzo De Vitto   |
|        | Antonio Fantini    |
|        | Giorgio Napolitano |
|        | Stefano Rodotà     |
|        | Luciana Castellina |
|        | Biagio De Giovanni |
|        | Bettino Craxi      |
|        | Vincenzo Mattina   |
|        | Franco Iacono      |
|        | Giuseppe Tatarella |
|        | Marco Pannella     |
|        | Antonio Cariglia   |

### IV legislatura
| Partito                            | Partito                                            | Risultati 12 giugno 1994 | Risultati 12 giugno 1994 | Risultati 12 giugno 1994 | Seggi | Seggi   |
| Partito                            | Partito                                            | Voti                     | %                        | ±                        | Num   | ±       |
| ---------------------------------- | -------------------------------------------------- | ------------------------ | ------------------------ | ------------------------ | ----- | ------- |
|                                    | Forza Italia                                       | 2 004 470                | 30,34                    | n.d.                     | 5     | n.d.    |
|                                    | Alleanza Nazionale                                 | 1 271 320                | 19,24                    | n.d.                     | 3     | n.d.    |
|                                    | Partito Democratico della Sinistra                 | 1 147 566                | 17,37                    | n.d.                     | 3     | n.d.    |
|                                    | Partito Popolare Italiano                          | 783 194                  | 11,85                    | n.d.                     | 2     | n.d.    |
|                                    | Rifondazione Comunista                             | 409 618                  | 6,20                     | n.d.                     | 1     | n.d.    |
|                                    | Partito Socialista Italiano – Alleanza Democratica | 201 969                  | 3,06                     | n.d.                     | 1     | n.d.    |
|                                    | Federazione dei Verdi                              | 191 432                  | 2,90                     | n.d.                     | 0     | n.d.    |
|                                    | Patto Segni                                        | 179 211                  | 2,71                     | n.d.                     | 0     | n.d.    |
|                                    | Pannella-Riformatori                               | 115 047                  | 1,74                     | 0,59                     | 0     | Stabile |
|                                    | Lega d'Azione Meridionale                          | 77 643                   | 1,18                     | n.d.                     | 1     | n.d.    |
|                                    | Partito Socialista Democratico Italiano            | 64 294                   | 0,97                     | 2,58                     | 1     | Stabile |
|                                    | Altri                                              | 161 192                  | 2,44                     | n.d.                     | 0     | n.d.    |
|                                    |                                                    |                          |                          |                          |       |         |
| Iscritti                           | Iscritti                                           | 11 659 441               | 100,00                   |                          |       |         |
| ↳ Votanti (% su iscritti)          | ↳ Votanti (% su iscritti)                          | 7 296 520                | 62,58                    | 10,98                    |       |         |
| ↳ Voti validi (% su votanti)       | ↳ Voti validi (% su votanti)                       | 6 606 956                | 90,55                    |                          |       |         |
| ↳ Schede non valide (% su votanti) | ↳ Schede non valide (% su votanti)                 | 689 564                  | 9,45                     |                          |       |         |
| ↳ Astenuti (% su iscritti)         | ↳ Astenuti (% su iscritti)                         | 4 362 921                | 37,42                    |                          |       |         |

| Eletti | Eletti                 |
| ------ | ---------------------- |
|        | Silvio Berlusconi      |
|        | Pier Ferdinando Casini |
|        | Alfonso Luigi Marra    |
|        | Ernesto Caccavale      |
|        | Claudio Azzolini       |
|        | Gianfranco Fini        |
|        | Salvatore Tatarella    |
|        | Antonio Michele Trizza |
|        | Achille Occhetto       |
|        | Corrado Augias         |
|        | Biagio De Giovanni     |
|        | Gerardo Bianco         |
|        | Giampaolo D'Andrea     |
|        | Luciano Pettinari      |
|        | Elena Marinucci        |
|        | Enrico Ferri           |

### V legislatura
| Partito                            | Partito                            | Risultati 13 giugno 1999 | Risultati 13 giugno 1999 | Risultati 13 giugno 1999 | Seggi | Seggi   |
| Partito                            | Partito                            | Voti                     | %                        | ±                        | Num   | ±       |
| ---------------------------------- | ---------------------------------- | ------------------------ | ------------------------ | ------------------------ | ----- | ------- |
|                                    | Forza Italia                       | 1 693 127                | 24,96                    | 5,38                     | 5     | Stabile |
|                                    | Democratici di Sinistra            | 1 005 090                | 14,82                    | 2,55                     | 3     | Stabile |
|                                    | Alleanza Nazionale - Patto Segni   | 761 853                  | 11,23                    | 10,72                    | 2     | 1       |
|                                    | I Democratici                      | 626 313                  | 9,23                     | 5,45                     | 2     | Stabile |
|                                    | Partito Popolare Italiano          | 460 404                  | 6,79                     | 5,06                     | 1     | 1       |
|                                    | Lista Emma Bonino                  | 316 016                  | 4,66                     | 2,92                     | 1     | 1       |
|                                    | Centro Cristiano Democratico       | 289 207                  | 4,26                     | n.d.                     | 1     | n.d.    |
|                                    | Socialisti Democratici Italiani    | 284 434                  | 4,19                     | n.d.                     | 1     | n.d.    |
|                                    | Rifondazione Comunista             | 262 419                  | 3,87                     | n.d.                     | 0     | n.d.    |
|                                    | Popolari UDEUR                     | 232 407                  | 3,43                     | n.d.                     | 1     | n.d.    |
|                                    | Cristiani Democratici Uniti        | 174 490                  | 2,57                     | n.d.                     | 1     | n.d.    |
|                                    | Rinnovamento Italiano              | 139 566                  | 2,06                     | n.d.                     | 1     | n.d.    |
|                                    | Fiamma Tricolore                   | 138 331                  | 2,04                     | n.d.                     | 1     | n.d.    |
|                                    | Altri                              | 400 588                  | 5,90                     | n.d.                     | 0     | n.d.    |
|                                    |                                    |                          |                          |                          |       |         |
| Iscritti                           | Iscritti                           | 12 020 223               | 100,00                   |                          |       |         |
| ↳ Votanti (% su iscritti)          | ↳ Votanti (% su iscritti)          | 7 832 192                | 65,16                    | 2,58                     |       |         |
| ↳ Voti validi (% su votanti)       | ↳ Voti validi (% su votanti)       | 6 784 245                | 86,62                    |                          |       |         |
| ↳ Schede non valide (% su votanti) | ↳ Schede non valide (% su votanti) | 1 047 947                | 13,38                    |                          |       |         |
| ↳ Astenuti (% su iscritti)         | ↳ Astenuti (% su iscritti)         | 4 188 031                | 34,84                    |                          |       |         |

| Eletti | Eletti               |  | Eletti                   | Eletti |
| ------ | -------------------- |  | ------------------------ | ------ |
|        | Silvio Berlusconi    |  | Giovanni Procacci        |        |
|        | Raffaele Fitto       |  | Ciriaco De Mita          |        |
|        | Guido Viceconte      |  | Emma Bonino              |        |
|        | Giuseppe Gargani     |  | Pier Ferdinando Casini   |        |
|        | Luigi Cesaro         |  | Enrico Boselli           |        |
|        | Giorgio Napolitano   |  | Fausto Bertinotti        |        |
|        | Gianni Pittella      |  | Clemente Mastella        |        |
|        | Vincenzo Lavarra     |  | Vitaliano Gemelli        |        |
|        | Gianfranco Fini      |  | Pino Pisicchio           |        |
|        | Adriana Poli Bortone |  | Roberto Felice Bigliardo |        |
|        | Antonio Di Pietro    |  |                          |        |

### VI legislatura
| Partito                            | Partito                            | Risultati 12 giugno 2004 | Risultati 12 giugno 2004 | Risultati 12 giugno 2004 | Seggi | Seggi   |
| Partito                            | Partito                            | Voti                     | %                        | ±                        | Num   | ±       |
| ---------------------------------- | ---------------------------------- | ------------------------ | ------------------------ | ------------------------ | ----- | ------- |
|                                    | Uniti nell'Ulivo                   | 2 132 042                | 29,74                    | n.d.                     | 5     | n.d.    |
|                                    | Forza Italia                       | 1 337 102                | 18,65                    | 6,31                     | 3     | 2       |
|                                    | Alleanza Nazionale                 | 1 028 481                | 14,35                    | 3,64                     | 3     | 1       |
|                                    | Unione di Centro                   | 570 537                  | 7,96                     | n.d.                     | 1     | n.d.    |
|                                    | Rifondazione Comunista             | 436 725                  | 6,09                     | 2,22                     | 1     | 1       |
|                                    | Popolari UDEUR                     | 267 383                  | 3,73                     | 0,30                     | 1     | Stabile |
|                                    | Socialisti Uniti - PSI             | 244 968                  | 3,42                     | n.d.                     | 1     | n.d.    |
|                                    | Federazione dei Verdi              | 199 820                  | 2,79                     | n.d.                     | 0     | n.d.    |
|                                    | Di Pietro-Occhetto                 | 197 068                  | 2,75                     | n.d.                     | 1     | n.d.    |
|                                    | Partito dei Comunisti Italiani     | 145 981                  | 2,04                     | n.d.                     | 0     | n.d.    |
|                                    | Fiamma Tricolore                   | 85 122                   | 1,19                     | n.d.                     | 1     | n.d.    |
|                                    | Altri                              | 522 834                  | 7,29                     | n.d.                     | 0     | n.d.    |
|                                    |                                    |                          |                          |                          |       |         |
| Iscritti                           | Iscritti                           | 12 239 941               | 100,00                   |                          |       |         |
| ↳ Votanti (% su iscritti)          | ↳ Votanti (% su iscritti)          | 8 333 605                | 68,09                    | 2,93                     |       |         |
| ↳ Voti validi (% su votanti)       | ↳ Voti validi (% su votanti)       | 7 168 063                | 86,01                    |                          |       |         |
| ↳ Schede non valide (% su votanti) | ↳ Schede non valide (% su votanti) | 1 165 542                | 13,99                    |                          |       |         |
| ↳ Astenuti (% su iscritti)         | ↳ Astenuti (% su iscritti)         | 3 906 336                | 31,91                    |                          |       |         |

| Eletti | Eletti              |
| ------ | ------------------- |
|        | Massimo D'Alema     |
|        | Michele Santoro     |
|        | Alfonso Andria      |
|        | Ottaviano Del Turco |
|        | Gianni Pittella     |
|        | Silvio Berlusconi   |
|        | Riccardo Ventre     |
|        | Giuseppe Gargani    |
|        | Gianfranco Fini     |
|        | Gianni Alemanno     |
|        | Maurizio Gasparri   |
|        | Lorenzo Cesa        |
|        | Fausto Bertinotti   |
|        | Clemente Mastella   |
|        | Gianni De Michelis  |
|        | Antonio Di Pietro   |
|        | Luca Romagnoli      |

### VII legislatura
| Partito                            | Partito                            | Risultati 7 giugno 2009 | Risultati 7 giugno 2009 | Risultati 7 giugno 2009 | Seggi | Seggi   |
| Partito                            | Partito                            | Voti                    | %                       | ±                       | Num   | ±       |
| ---------------------------------- | ---------------------------------- | ----------------------- | ----------------------- | ----------------------- | ----- | ------- |
|                                    | Il Popolo della Libertà            | 2 869 765               | 41,89                   | n.d.                    | 8     | n.d.    |
|                                    | Partito Democratico                | 1 575 928               | 23,00                   | n.d.                    | 4     | n.d.    |
|                                    | Italia dei Valori                  | 688 368                 | 10,05                   | 7,30                    | 2     | 1       |
|                                    | Unione di Centro                   | 582 421                 | 8,50                    | 0,54                    | 1     | Stabile |
|                                    | Sinistra e Libertà                 | 356 069                 | 5,20                    | n.d.                    | 0     | n.d.    |
|                                    | Rifondazione Comunista             | 278 111                 | 4,06                    | 2,03                    | 0     | 1       |
|                                    | L'Autonomia                        | 221 165                 | 3,23                    | n.d.                    | 0     | n.d.    |
|                                    | Lista Emma Bonino                  | 111 250                 | 1,62                    | n.d.                    | 0     | n.d.    |
|                                    | Altri                              | 167 755                 | 2,45                    | n.d.                    | 0     | n.d.    |
|                                    |                                    |                         |                         |                         |       |         |
| Iscritti                           | Iscritti                           | 12 427 432              | 100,00                  |                         |       |         |
| ↳ Votanti (% su iscritti)          | ↳ Votanti (% su iscritti)          | 7 700 840               | 61,97                   | 6,12                    |       |         |
| ↳ Voti validi (% su votanti)       | ↳ Voti validi (% su votanti)       | 6 850 832               | 88,96                   |                         |       |         |
| ↳ Schede non valide (% su votanti) | ↳ Schede non valide (% su votanti) | 850 008                 | 11,04                   |                         |       |         |
| ↳ Astenuti (% su iscritti)         | ↳ Astenuti (% su iscritti)         | 4 726 592               | 38,03                   |                         |       |         |

| Eletti | Eletti               |
| ------ | -------------------- |
|        | Silvio Berlusconi    |
|        | Barbara Matera       |
|        | Erminia Mazzoni      |
|        | Aldo Patriciello     |
|        | Clemente Mastella    |
|        | Crescenzio Rivellini |
|        | Raffaele Baldassarre |
|        | Sergio Silvestris    |
|        | Andrea Cozzolino     |
|        | Gianni Pittella      |
|        | Paolo De Castro      |
|        | Mario Pirillo        |
|        | Luigi De Magistris   |
|        | Antonio Di Pietro    |
|        | Ciriaco De Mita      |

### VIII legislatura
| Partito                            | Partito                               | Risultati 25 maggio 2014 | Risultati 25 maggio 2014 | Risultati 25 maggio 2014 | Seggi | Seggi |
| Partito                            | Partito                               | Voti                     | %                        | ±                        | Num   | ±     |
| ---------------------------------- | ------------------------------------- | ------------------------ | ------------------------ | ------------------------ | ----- | ----- |
|                                    | Partito Democratico                   | 2 024 687                | 35,06                    | 12,06                    | 6     | 2     |
|                                    | Movimento 5 Stelle                    | 1 388 908                | 24,05                    | n.d.                     | 5     | n.d.  |
|                                    | Forza Italia                          | 1 281 891                | 22,20                    | n.d.                     | 4     | n.d.  |
|                                    | Nuovo Centrodestra - Unione di Centro | 378 867                  | 6,56                     | n.d.                     | 1     | n.d.  |
|                                    | L'Altra Europa con Tsipras            | 240 017                  | 4,16                     | n.d.                     | 1     | n.d.  |
|                                    | Fratelli d'Italia                     | 239 630                  | 4,15                     | n.d.                     | 0     | n.d.  |
|                                    | Scelta Europea                        | 63 044                   | 1,09                     | n.d.                     | 0     | n.d.  |
|                                    | Italia dei Valori                     | 57 283                   | 0,99                     | 9,06                     | 0     | 2     |
|                                    | Verdi Europei - Green Italia          | 45 162                   | 0,78                     | n.d.                     | 0     | n.d.  |
|                                    | Lega Nord                             | 43 393                   | 0,75                     | n.d.                     | 0     | n.d.  |
|                                    | Io Cambio-MAIE                        | 12 395                   | 0,21                     | n.d.                     | 0     | n.d.  |
|                                    |                                       |                          |                          |                          |       |       |
| Iscritti                           | Iscritti                              | 12 523 910               | 100,00                   |                          |       |       |
| ↳ Votanti (% su iscritti)          | ↳ Votanti (% su iscritti)             | 6 246 742                | 49,88                    | 12,09                    |       |       |
| ↳ Voti validi (% su votanti)       | ↳ Voti validi (% su votanti)          | 5 775 277                | 92,45                    |                          |       |       |
| ↳ Schede non valide (% su votanti) | ↳ Schede non valide (% su votanti)    | 471 465                  | 7,55                     |                          |       |       |
| ↳ Astenuti (% su iscritti)         | ↳ Astenuti (% su iscritti)            | 6 277 168                | 50,12                    |                          |       |       |

| Eletti | Eletti              |
| ------ | ------------------- |
|        | Gianni Pittella     |
|        | Pina Picierno       |
|        | Elena Gentile       |
|        | Massimo Paolucci    |
|        | Andrea Cozzolino    |
|        | Nicola Caputo       |
|        | Isabella Adinolfi   |
|        | Laura Ferrara       |
|        | Rosa D'Amato        |
|        | Daniela Aiuto       |
|        | Piernicola Pedicini |
|        | Raffaele Fitto      |
|        | Aldo Patriciello    |
|        | Fulvio Martusciello |
|        | Barbara Matera      |
|        | Lorenzo Cesa        |
|        | Barbara Spinelli    |

### IX legislatura
| Partito                            | Partito                                         | Risultati 26 maggio 2019 | Risultati 26 maggio 2019 | Risultati 26 maggio 2019 | Seggi | Seggi |
| Partito                            | Partito                                         | Voti                     | %                        | ±                        | Num   | ±     |
| ---------------------------------- | ----------------------------------------------- | ------------------------ | ------------------------ | ------------------------ | ----- | ----- |
|                                    | Movimento 5 Stelle                              | 1 597 982                | 29,16                    | 5,11                     | 6     | 1     |
|                                    | Lega                                            | 1 285 329                | 23,46                    | 22,71                    | 5     | 5     |
|                                    | Partito Democratico                             | 977 974                  | 17,85                    | 17,21                    | 4     | 2     |
|                                    | Forza Italia                                    | 672 744                  | 12,28                    | 9,92                     | 2     | 2     |
|                                    | Fratelli d'Italia                               | 414 133                  | 7,56                     | 3,41                     | 1     | 1     |
|                                    | +Europa                                         | 171 874                  | 3,14                     | n.d.                     | 0     | n.d.  |
|                                    | La Sinistra                                     | 110 771                  | 2,02                     | n.d.                     | 0     | n.d.  |
|                                    | Europa Verde                                    | 92 117                   | 1,68                     | n.d.                     | 0     | n.d.  |
|                                    | Partito Comunista                               | 44 370                   | 0,81                     | n.d.                     | 0     | n.d.  |
|                                    | Partito Animalista Italiano                     | 32 710                   | 0,60                     | n.d.                     | 0     | n.d.  |
|                                    | Popolari per l'Italia                           | 25 949                   | 0,47                     | n.d.                     | 0     | n.d.  |
|                                    | Il Popolo della Famiglia – Alternativa Popolare | 21 199                   | 0,39                     | n.d.                     | 0     | n.d.  |
|                                    | CasaPound                                       | 14 655                   | 0,27                     | n.d.                     | 0     | n.d.  |
|                                    | Partito Pirata                                  | 9 336                    | 0,17                     | n.d.                     | 0     | n.d.  |
|                                    | Forza Nuova                                     | 8 300                    | 0,15                     | n.d.                     | 0     | n.d.  |
|                                    |                                                 |                          |                          |                          |       |       |
| Iscritti                           | Iscritti                                        | 11 985 462               | 100,00                   |                          |       |       |
| ↳ Votanti (% su iscritti)          | ↳ Votanti (% su iscritti)                       | 5 789 528                | 48,30                    | 1,58                     |       |       |
| ↳ Voti validi (% su votanti)       | ↳ Voti validi (% su votanti)                    | 5 479 443                | 94,64                    |                          |       |       |
| ↳ Schede non valide (% su votanti) | ↳ Schede non valide (% su votanti)              | 310 085                  | 5,36                     |                          |       |       |
| ↳ Astenuti (% su iscritti)         | ↳ Astenuti (% su iscritti)                      | 6 195 934                | 51,70                    |                          |       |       |

| Eletti | Eletti              |
| ------ | ------------------- |
|        | Chiara Maria Gemma  |
|        | Laura Ferrara       |
|        | Piernicola Pedicini |
|        | Rosa D'Amato        |
|        | Isabella Adinolfi   |
|        | Mario Furore        |
|        | Matteo Salvini      |
|        | Massimo Casanova    |
|        | Andrea Caroppo      |
|        | Lucia Vuolo         |
|        | Valentino Grant     |
|        | Franco Roberti      |
|        | Giuseppe Ferrandino |
|        | Andrea Cozzolino    |
|        | Pina Picierno       |
|        | Silvio Berlusconi   |
|        | Aldo Patriciello    |
|        | Giorgia Meloni      |

### X legislatura
| Partito                            | Partito                            | Risultati 8 e 9 giugno 2024 | Risultati 8 e 9 giugno 2024 | Risultati 8 e 9 giugno 2024 | Seggi | Seggi   |
| Partito                            | Partito                            | Voti                        | %                           | ±                           | Num   | ±       |
| ---------------------------------- | ---------------------------------- | --------------------------- | --------------------------- | --------------------------- | ----- | ------- |
|                                    | Partito Democratico                | 1 182 695                   | 24,49                       | 6,46                        | 5     | 1       |
|                                    | Fratelli d'Italia                  | 1 146 069                   | 23,73                       | 16,05                       | 5     | 4       |
|                                    | Movimento 5 Stelle                 | 816 824                     | 16,91                       | 12,31                       | 4     | 2       |
|                                    | Forza Italia - Noi Moderati        | 521 317                     | 10,79                       | 1,52                        | 2     | Stabile |
|                                    | Lega per Salvini Premier           | 332 274                     | 6,88                        | 16,62                       | 1     | 4       |
|                                    | Alleanza Verdi e Sinistra          | 276 906                     | 5,73                        | 3,67                        | 1     | 1       |
|                                    | Stati Uniti d'Europa               | 239 114                     | 4,95                        | n.d.                        | 0     | n.d.    |
|                                    | Azione - Siamo Europei             | 161 224                     | 3,34                        | n.d.                        | 0     | n.d.    |
|                                    | Pace Terra Dignità                 | 90 654                      | 1,88                        | n.d.                        | 0     | n.d.    |
|                                    | Libertà                            | 45 151                      | 0,93                        | n.d.                        | 0     | n.d.    |
|                                    | Alternativa Popolare               | 17 584                      | 0,36                        | n.d.                        | 0     | n.d.    |
|                                    |                                    |                             |                             |                             |       |         |
| Iscritti                           | Iscritti                           | 12 437 444                  | 100,00                      |                             |       |         |
| ↳ Votanti (% su iscritti)          | ↳ Votanti (% su iscritti)          | 5 235 343                   | 42,09                       | 4,37                        |       |         |
| ↳ Voti validi (% su votanti)       | ↳ Voti validi (% su votanti)       | 4 829 812                   | 92,25                       |                             |       |         |
| ↳ Schede non valide (% su votanti) | ↳ Schede non valide (% su votanti) | 405 531                     | 7,75                        |                             |       |         |
| ↳ Astenuti (% su iscritti)         | ↳ Astenuti (% su iscritti)         | 7 202 101                   | 57,91                       |                             |       |         |

| Eletti | Eletti              |
| ------ | ------------------- |
|        | Antonio Decaro      |
|        | Lucia Annunziata    |
|        | Raffaele Topo       |
|        | Pina Picierno       |
|        | Sandro Ruotolo      |
|        | Giorgia Meloni      |
|        | Alberico Gambino    |
|        | Francesco Ventola   |
|        | Denis Nesci         |
|        | Michele Picaro      |
|        | Pasquale Tridico    |
|        | Valentina Palmisano |
|        | Mario Furore        |
|        | Danilo Della Valle  |
|        | Antonio Tajani      |
|        | Fulvio Martusciello |
|        | Roberto Vannacci    |
|        | Mimmo Lucano        |